# Romeo Crouch
Romeo Crouch (nacido el 5 de septiembre de 1998 en Titusville (Florida)) es un jugador de baloncesto estadounidense, que mide 1,93 metros y actualmente juega de escolta en el BC Prievidza de la Slovenská Basketbalová Liga. 

## Trayectoria
Crouch es un escolta formado en el Titusville High School de su ciudad natal, antes de ingresar en 2017 en el Presbyterian College de Clinton, Carolina del Sur, donde jugaría durante dos temporadas para los Blue Horse Rosters en la Division I de la NCAA, promediando 6.7 puntos y 3.6 rebotes en la temoporada 2018/19. Al finalizar dicha campaña ingresó en la Universidad Aeronáutica Embry-Riddle situada en Daytona Beach, Florida, donde jugó en 2019-20 y 2021-22 para los Eagles en la Division II de la NCAA, graduándose en 2022 con promedios de 20.6 puntos, 5.2 rebotes y 4.8 asistencias.  
Tras no ser drafteado en 2022, el 3 de agosto firma por el Oviedo Club Baloncesto de la Liga LEB Oro. En su debut como profesional en la temporada 2022/23 disputó 29 partidos en los que promedió 11.8 puntos, 3 rebotes y 2.5 asistencias. 
El 28 de agosto de 2023, firma por el BC Prievidza de la Slovenská Basketbalová Liga. 